# Atollo Dhaalu
L'atollo Dhaalu è un atollo delle Maldive. Le sue 56 isole si stendono per 23 km da est a ovest, e per 38 km da nord a sud. Otto delle isole sono abitate, con una popolazione totale di circa 6 694 abitanti. Aperto al turismo nel 1998, l'atollo è diventato un luogo popolare per la subacquea. L'isola capoluogo di Kudahuvadhoo si trova sull'estremità meridionale dell'atollo.

## Isole abitate
Bandidhoo Gemendhoo Hulhudheli Kudahuvadhoo Maaenboodhoo Meedhoo Rinbudhoo Vaanee.

## Isole disabitate
Aluvifushi Bodufushi Bulhalafushi Dhebaidhoo Dhoores Enboodhoofushi Faandhoo Gaadhiffushi Hiriyanfushi Hudhufusheefinolhu Hulhuvehi Issari Kandinma Kanneiyfaru Kedhigandu Kiraidhoo Lhohi Maadheli Maafushi Maagau Maléfaru Meedhuffushi Minimasgali Naibukaloabodufushi Olhuveli Thilabolhufushi Thinhuraa Uddhoo Valla Vallalhohi Velavaroo Vonmuli.
Isole turistiche, aeroporti e isole industriali sono considerate disabitate.